# North Vancouver (cité)
Pour les articles homonymes, voir North Vancouver (homonymie).
Ne doit pas être confondu avec North Vancouver (district).
North Vancouver (traduction littérale : Vancouver-Nord) est une cité (city) de la Colombie-Britannique au Canada. Le recensement de 2016 y dénombre 52 898 habitants.
La cité abrite le Quai Lonsdale.

## Histoire
Les premiers colons s'installent sur le territoire de North Vancouver à partir de 1862 pour exploiter ses ressources forestières. Avec la constitution de la ville de Vancouver en 1886, la localité prend officiellement le nom de North Vancouver.

## Démographie
| 2001   | 2006   | 2011   | 2016   |
| ------ | ------ | ------ | ------ |
| 44 092 | 45 165 | 48 196 | 52 898 |